# Chlorocypha trifaria
Chlorocypha trifaria é uma espécie de libelinha da família Chlorocyphidae.
Pode ser encontrada nos seguintes países: República do Congo, República Democrática do Congo, Uganda e possivelmente em Sudão.
Os seus habitats naturais são: florestas subtropicais ou tropicais húmidas de baixa altitude e rios.
Está ameaçada por perda de habitat.